# 范本梁
范本梁（1897年—1945年），是台灣日治時期的無政府主義者者與社會運動家。嘉義人。字牛，又號鐵牛，並且使用筆名如一洗、能鳴者等。

## 生平
范本梁早年留學日本內地，1919年進入東京的青山學院就讀，之後轉入茨城縣的土浦中學，最後畢業於上智大學。范本梁在就讀上智大學期間受到日本無政府主義者大杉榮的影響，而對無政府主義產生興趣；1922年8月范本梁前赴北京大學哲學系旁聽，並且組織北京安社；1923年與廈門人許地山成立新台灣社，創辦《新台灣》雜誌。許地山出國留學之後，范本梁獨立推動新台灣安社的活動，主編了《新台灣》第二號與第三號（最終號），該刊鼓吹台灣人應以暴力革命手段暗殺台灣總督、官吏、爪牙、資本家，成為往後台灣無政府主義者的先驅。
1926年范本梁由於觸犯《治安維持法》被逮捕，而被判刑五年；1931年滿洲事變時再度以觸犯治安維持法被捕判刑十五年，於1945年病死獄中。

## 註腳
1. ↑  . . 台灣: 海峽學術出版社. 2009: 119–154. ISBN 9789866480195.